# Adolf Pepłowski

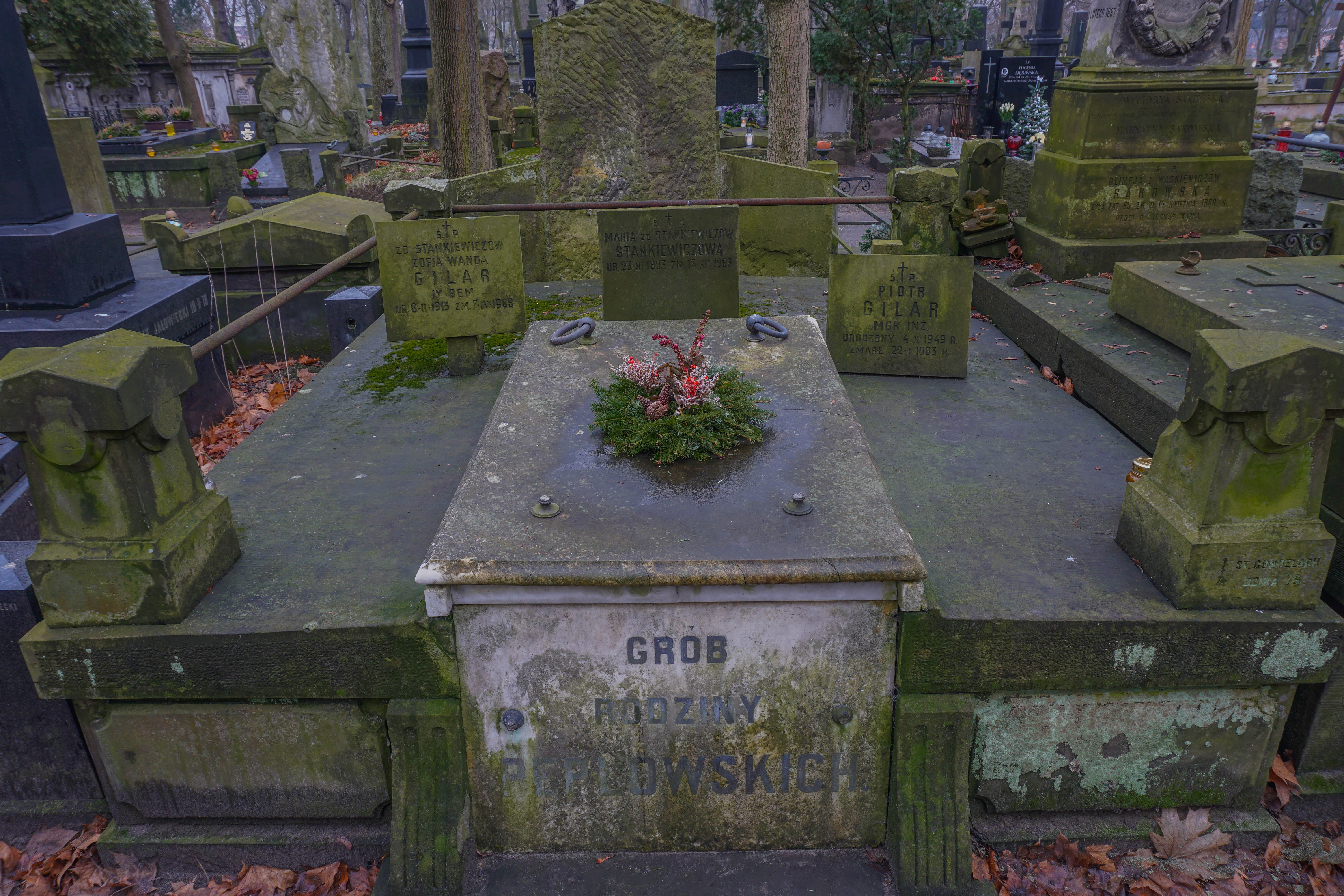
Grób Adolfa Pepłowskiego na cmentarzu Powązkowskim

Adolf Pepłowski (ur. 1843 w Kalwarii, zm. 17 stycznia 1916 w Warszawie) – polski adwokat, powstaniec styczniowy, naczelnik Częstochowy w 1863, naczelnik Warszawy od października do grudnia 1863.
Pochwycony, więziony był w X. Pawilonie Cytadeli Warszawskiej. 4 stycznia 1867 skazany na 10 lat robót w twierdzach syberyjskich. Wyrok zamieniono na 6 miesięcy twierdzy w Modlinie i zesłanie na osiedlenie do Rosji.
Pochowany jest w grobowcu rodzinnym na cmentarzu Powązkowskim (kategoria 40-2-11/12).